# 何英强
何英强（1965年—）是一名中国男子举重运动员。他在1988年汉城夏季奥林匹克运动会中，参加了男子举重比赛，获得52-56公斤级银牌。他也曾参加1986年和1990年亚洲运动会。